# Mordellina
Genre
Mordellina est un genre de coléoptères de la famille Mordellidae.

## Liste d'espèces
Selon ITIS (8 août 2020) :
- Mordellina ancilla (LeConte, 1862)
- Mordellina blatchleyi (Liljeblad, 1945)
- Mordellina floridensis (Smith, 1882)
- Mordellina guttulata (Helmuth, 1864)
- Mordellina impatiens (LeConte, 1862)
- Mordellina infima (LeConte, 1862)
- Mordellina lecontei (Ermisch, 1953)
- Mordellina minutalis (Liljeblad, 1945)
- Mordellina nigricans (Melsheimer, 1845)
- Mordellina parva (Liljeblad, 1945)
- Mordellina pilosella (Ray, 1947)
- Mordellina pustulata (Melsheimer, 1845)
- Mordellina semiusta (LeConte, 1862)
- Mordellina testacea (Blatchley, 1910)
- Mordellina wickhami (Liljeblad, 1945)